# Байдуков, Александр Васильевич
Александр Васильевич Байдуков (10 июля 1923 — 28 ноября 2005) — живописец, заслуженный художник Украинской ССР (1989), народный художник Украины (2003).

## Биография
Родился 10 июля 1923 года в селе Троицкое Таврической губернии. В 1939 году поступил в Днепропетровское художественное училище.
Участник Великой Отечественной войны. За мужество и отвагу награждён боевыми орденами и медалями.
С 1947 года художник работает в Волынской области: в Маневичах, Киверцевском лесопромкомбинате, Волынских художественно-производственных мастерских художественного фонда Украины.
С 1971 года — член Национального союза художников Украины. С 1989 года — заслуженный художник УССР. С 1993 года — глава Волынской областной организации НСХУ. В 1998 году — лауреат премии имени Иова Кондзелевича. С 2003 года — народный художник Украины.
Умер 28 ноября 2005 года в Луцке.

## Основные выставки
30 республиканских (УССР), региональных и международных художественных выставок, среди них:
- 1972 — 2 Всеукраинская художественная выставка акварели, Киев (Украина)
- 1987 — республиканская художественная выставка «Мальовнича Україна», Киев (Украина)
- 1995 — «Украина '95», Мюнхен (Германия)

22 персональных выставки, среди них:
- 1987 — Брест (Белоруссия)
- 1988 — Варшава (Польша)
- 1993 — Киев (Украина)

Главные произведения: «Щедрая осень» (1976), «Зверобой цветёт» (1990), «Натюрморт со зверобоем» (1998), «Из глубины веков» (1999).